# チャルシャンバ平野
チャルシャンバ平野（トルコ語: Çarşamba Ovası）またはイェシルルマクデルタ (トルコ語: Yeşilırmak Deltası)は、トルコ黒海地方に存在する平野。イェシル川（古代のイリス川）河口域に形成されたデルタ地帯（三角州）であり、他により小さなテルメ川（古代のテルモドン川）も流れている。古代の文献にはテミスキュラ平原 ([ˌθɛmɪˈskɪrə]; ギリシャ語: Θεμίσκυρα Themiskyra)の名で登場する。

## 地理
トルコの黒海沿岸にある三角州地形としては最大である。行政区画上は、サムスン県東部のテッケキョイ地区、チャルシャンバ地区、サルパザル地区にまたがっている。
平野内の都市としては、西端にテッケキョイ、中央にチャルシャンバがある。チャルシャンバを貫いて南北にイェシルルマク川が流れており、東部にはテルメ川沿いにテルメ（古代のテミスキュラ)、その南にサルパザルが存在する。

## 歴史
古代の文献では、チャルシャンバ平野は次のように紹介されている。
緑に覆われた、豊かで美しい地域...無数の牛馬のための飼料を供し...膨大な穀物、とくに雑穀を産し...(また)山に近い南部は様々な果物、たとえばブドウ、リンゴ、ナシ、ナッツといったものが、木の上で無駄になっていくほど豊富に恵まれた...神話には、（この地が）アマゾーンの故地だとある。
中世のチャルシャンバ平野はリムニアという地名で呼ばれていた。この領域はもともとトレビゾンド帝国の支配下にあり、ケファレ（「頭」の意）と呼ばれる代官が徴税を行っていた。1379年、トレビゾンド皇帝アレクシオス3世メガス・コムネノスの娘エウドキアがタジェッディン侯国のトルコ人君主タジ・エッディーンに嫁いだ際、リムニアはタジェッディン侯国に割譲された。 